# Гоне Бегинин
Гоне (Гоно) Бегинин е български хайдутин и революционер, войвода на Вътрешната македоно-одринска революционна организация.

## Биография
Бегинин е роден в 1867 година в град Кукуш, тогава в Османската империя, днес Килкис, Гърция. Получава начално образование и работи като фурнаджия в Солун. В 1896 година става четник в харамийската чета на Георги Куртев – Латровалията в Поройско, която служи на Върховния комитет. По-късно е в четата на Васе Шуперлията и заедно с Васе Пехливана пренасят оръжие за Малешевско. Привлечен е към ВМОРО, става четник при Иванчо Карасулията, а от лятото на 1899 година води чета от 4 души в Кукушко и придружава съгражданина си Гоце Делчев.
От 1901 до 1903 година е в четите на Христо Чернопеев и Кръстьо Асенов. Бегинин тайно си съперничи с Асенов за първенство сред четниците. В началото на Илинденското въстание Бегинин организира заговора за убийството Кръстьо Асенов. В края на въстанието е заловен в София и осъден на смърт от организацията, но присъдата не е изпълнена по желание на брата на Кръстьо Йордан Асенов.
При избухването на Балканската война в 1912 година Гоне Бегинин е доброволец в Македоно-одринското опълчение и служи в четата на Гоце Бърдаров, а по-късно във 2 рота на 13 кукушка дружина.